# Бумур
Бумур (фр. Boumourt) насеље је и општина у југозападној Француској у региону Аквитанија, у департману Атлантски Пиринеји која припада префектури По.
По подацима из 2011. године у општини је живело 138 становника, а густина насељености је износила 17,19 становника/km². Општина се простире на површини од 8 km². Налази се на средњој надморској висини од 224 метара (максималној 246 m, а минималној 134 m).

## Демографија
| 1962. | 1968. | 1975. | 1982. | 1990. | 1999. | 2011. |
| ----- | ----- | ----- | ----- | ----- | ----- | ----- |
| 118   | 113   | 108   | 95    | 125   | 126   | 138   |

График промене броја становника у току последњих година